# Anton Fasig
Anton Fasig (* 24. Oktober 1864 in Ludwigshafen am Rhein; † 8. März 1940 in Mannheim) war ein deutscher Unternehmer.

## Leben
Fasig war ein Sohn des späteren Fabrikbesitzers und Stadtrats Heinrich Fasig und dessen Ehefrau Sophie Fasig geb. Seilheimer. Er besuchte das Realgymnasium in Mannheim und studierte Architektur an der Technischen Hochschule Stuttgart und der Technischen Hochschule München. 1882 wurde er Mitglied des Corps Rheno-Palatia München. Nach einem längeren Auslandsaufenthalt übernahm er die Leitung der väterlichen Fenster- und Türenfabrik Heinrich Fasig & Sohn in Ludwigshafen. 1907 wurde er mit dem Ehrentitel eines Kommerzienrats ausgezeichnet, 1918 mit dem eines Geheimen Kommerzienrats.
Daneben engagierte er sich in vielfältiger Weise als Verbandsfunktionär. Er war stellvertretendes Mitglied des Hauptausschusses im Reichsverband der Deutschen Industrie, des Vereins von Holzinteressenten Südwestdeutschlands, Ausschussmitglied im Verband Pfälzischer Industrieller und Aufsichtsratsvorsitzender der Baugesellschaft für Kleinwohnungen in Mannheim. Er gehörte auch dem Verein Deutscher Ingenieure (VDI) und dem Mannheimer Bezirksverein des VDI an.
Fasig war außerdem 2. Präsident des Rheinischen Automobil-Clubs in Mannheim und Vorsitzender des Pfälzerwald-Vereins. Die 1906 in der Architektur-Fachpresse veröffentlichte Villa Fasig in Mannheim wurde für ihn nach Entwurf des Architekten Arno Möller mit deutlichen Jugendstil-Anklängen erbaut.